# Article 23 de la Charte canadienne des droits et libertés
L'article 23 de la Charte canadienne des droits et libertés est l'article de la Charte des droits de la Constitution du Canada qui garantit les droits à l'instruction dans la langue de la minorité.

## Résumé
Il vise à permettre aux communautés francophones hors Québec, et aux communautés anglophones du Québec de recevoir l'éducation primaire et secondaire dans leur langue.
Cet article est particulièrement notable, puisque certains experts croient que l'article 23 était la seule partie de la Charte dont Pierre Trudeau se préoccupait réellement.[réf. nécessaire].
L'alinéa 23(1) b), et même l'article 23 en entier, sont parfois communément appelés la « clause Canada ».
L'alinéa 23(1) a) n'est pas en vigueur au Québec. En effet, l'article 59 de la Loi constitutionnelle de 1982 empêche cet alinéa de s'appliquer à moins que le gouvernement du Québec n'y consente. Depuis l'entrée vigueur de la Charte, le 17 avril 1982, le gouvernement du Québec n'a jamais consenti à l'application de l'alinéa en question.

## Portée et interprétation
Historiquement, les tribunaux canadiens ont fait une interprétation plutôt restrictive de cette disposition. Il en va de même que pour les autres dispositions linguistiques de la Charte canadienne. L'idée initialement développée par le juge de la Cour suprême du Canada Jean Beetz dans l'arrêt Société des Acadiens c. Association of Parents est que les droits énoncés dans les dispositions linguistiques de la Charte canadienne doivent recevoir une interprétation moins généreuse parce qu'ils sont le fruit d'accords politiques canadiens, contrairement aux droits fondamentaux à caractère plus universel, issus pour la plupart du Pacte international relatif aux droits civils et politiques.
Dans l'arrêt P.G. (Qué.) c. Quebec Protestant School Boards , la Cour suprême du Canada a constaté l'inconstitutionnalité des articles 72 et 73 du chapitre VI de la Charte de la langue française. L'article 73 a) CLF était surnommée la « clause Québec » en raison du conflit de lois avec la « clause Canada » de l'article 23 de la Charte canadienne. Ce jugement a permis aux élèves dont les parents avaient fait une partie de leurs études en anglais au Canada de devenir admissibles aux écoles primaires et secondaires anglophones.
L'arrêt Mahe c. Alberta de 1990 marque un certain tournant car il reconnaît un droit de gestion aux parents appartenant à la communauté linguistique lorsque le nombre le justifie. Toutefois, certaines provinces ont voulu interpréter les mots « lorsque le nombre le justifie » de manière étroite pour ne pas à avoir à créer davantage de commissions scolaires de langue française.
Entre autres, le Québec a longtemps plaidé pour une interprétation étroite de la disposition car il craignait qu'une interprétation large de la disposition en faveur des minorités francophones hors Québec puisse nuire à ses efforts de faire du français la seule langue de l'espace public québécois. Le professeur Jean Leclair, s'appuyant sur un livre écrit par le juriste Frédéric Bérard, l'affirme dans une lettre ouverte au journal La Presse.
Cela dit, depuis les arrêts Association des parents de l’école Rose-des-vents et  Conseil scolaire francophone de la Colombie-Britannique  de 2015 et 2020, l'article 23 tend à recevoir une interprétation de plus en plus large.

## Texte
« 23. (1) Les citoyens canadiens :
     a) dont la première langue apprise et encore comprise est celle de la minorité francophone ou anglophone de la province où ils résident,

     b) qui ont reçu leur instruction, au niveau primaire, en français ou en anglais au Canada et qui résident dans une province où la langue dans laquelle ils ont reçu cette instruction est celle de la minorité francophone ou anglophone de la province,
ont, dans l'un ou l'autre cas, le droit d'y faire instruire leurs enfants, aux niveaux primaire et secondaire, dans cette langue.

(2) Les citoyens canadiens dont un enfant a reçu ou reçoit son instruction, au niveau primaire ou secondaire, en français ou en anglais au Canada ont le droit de faire instruire tous leurs enfants, aux niveaux primaire et secondaire, dans la langue de cette instruction.

(3) Le droit reconnu aux citoyens canadiens par les paragraphes (1) et (2) de faire instruire leurs enfants, aux niveaux primaire et secondaire, dans la langue de la minorité francophone ou anglophone d'une province :

     a) s'exerce partout dans la province où le nombre des enfants des citoyens qui ont ce droit est suffisant pour justifier à leur endroit la prestation, sur les fonds publics, de l'instruction dans la langue de la minorité;

     b) comprend, lorsque le nombre de ces enfants le justifie, le droit de les faire instruire dans des établissements d'enseignement de la minorité linguistique financés sur les fonds publics. »

— Article 23 de la Charte canadienne des droits et libertés